# Aleksej Jonov
Aleksej Sergejevitj Jonov (på russisk: Алексей Серге́евич Ионов, født 18. februar 1989 i Kingisepp, Sovjetunionen) er en russisk fodboldspiller (højre kant). Han spiller hos FC Rostov i den russiske liga.
Jonov har spillet hele sin seniorkarriere i russisk fodbold, hvor han startede hos FC Zenit i Skt. Petersborg. Efter også at have spillet hos Kuban Krasnodar og FC Anzhi kom han i 2013 til Dynamo.

## Landshold
Jonov har (pr. april 2018) spillet 11 kampe for Ruslands landshold, som han debuterede for 29. marts 2011 i en venskabskamp mod Qatar. Han var en del af den russiske trup til VM i 2014 i Brasilien.